# Rinconada de Silva (comuna)
Rinconada de Silva fue una de las comunas que integró el antiguo departamento de Los Andes, en la provincia de Aconcagua.
En 1907, de acuerdo al censo de ese año, la comuna tenía una población de 3793 habitantes. Su territorio fue organizado por decreto del 22 de diciembre de 1891, a partir del territorio de las Subdelegaciones 1.° Sauce, 6.° Montenegro y 7.° La Rinconada.

## Historia
La comuna fue creada por decreto del 22 de diciembre de 1891, con el territorio de las Subdelegaciones 1.° Sauce, 6.° Montenegro y 7.° La Rinconada.
La comuna fue suprimida mediante la reorganización político-administrativa del país, llevada a cabo con el Decreto Ley N.º 803, del 22 de diciembre de 1925. Su territorio pasó a la comuna de Putaendo.